# Municipio de Bloomfield (condado de Sheridan)
El municipio de Bloomfield (en inglés: Bloomfield Township) es un municipio ubicado en el condado de Sheridan en el estado estadounidense de Kansas. En el año 2010 tenía una población de 34 habitantes y una densidad poblacional de 0,36 personas por km².

## Geografía
El municipio de Bloomfield se encuentra ubicado en las coordenadas 39°26′15″N 100°39′52″O / 39.43750, -100.66444. Según la Oficina del Censo de los Estados Unidos, el municipio tiene una superficie total de 93.24 km², de la cual 93,24 km² corresponden a tierra firme y (0 %) 0 km² es agua.

## Demografía
Según el censo de 2010, había 34 personas residiendo en el municipio de Bloomfield. La densidad de población era de 0,36 hab./km². De los 34 habitantes, el municipio de Bloomfield estaba compuesto por el 97,06 % blancos, el 2,94 % eran amerindios. Del total de la población el 0 % eran hispanos o latinos de cualquier raza.